# 厄克勒市镇

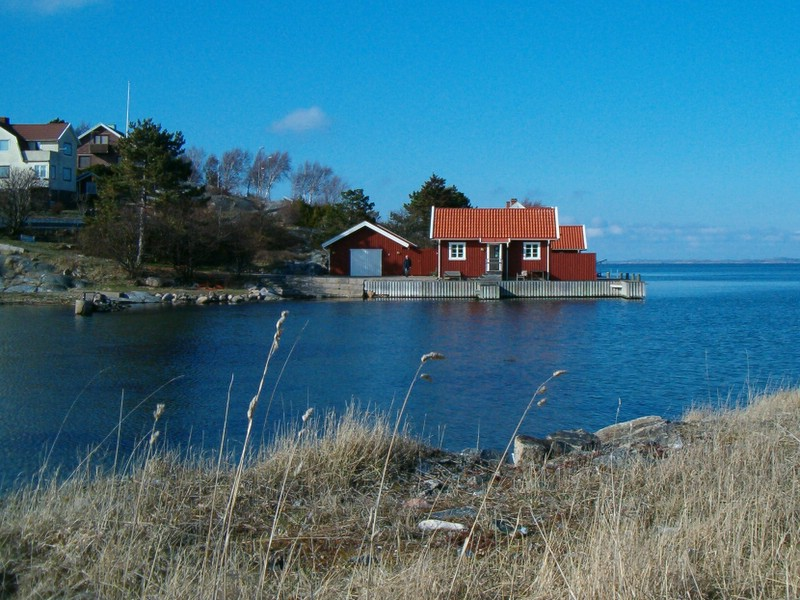
Hälsö岛

厄克勒市镇（瑞典語：Öckerö kommun）是瑞典西部西约塔兰省的一个市镇。其治所厄克勒坐落在厄克勒主岛上。